# 라스알카이마 국제공항
라스알카이마 국제공항(영어: Ras Al Khaimah International Airport, 아랍어: مطار رأس الخيمة الدولي, IATA: RKT, ICAO: OMRK)은 라스알카이마 셰이크돔에 위치해 있다. 공항에는 화물, 항공기 정비, 항공 훈련 시설뿐만 아니라 여객 터미널 건물 2개가 있다.

## 운항 노선
| 항공사        | 목적지                   |
| ------------- | ------------------------ |
| 에어 아라비아 | 카이로, 페샤와르, 라호르 |
| 스파이스제트  | 뭄바이                   |